# Thalamus
De thalamus, afgeleid van het Griekse θάλαμος, thálamos, slaapkamer, is een belangrijke hersenkern. Samen met de hypothalamus en de daaraan hangende hypofyse wordt het tot het diëncephalon, tot de tussenhersenen gerekend. Het is een, evolutionair gezien, zeer oude hersenkern.
De thalamus legt in de hersenen de verbindingen. Dat zijn de verbindingen tussen de grote hersenen en de kleine hersenen én tussen de hypothalamus en de grote hersenen. Hier worden de signalen tussen het perifere zenuwstelsel en de hogere lagen van de hersenen gecoördineerd. De thalamus is een belangrijk verbinding voor allerlei informatie van zintuigen op weg naar de hersenschors, maar vormt ook een onderdeel van circuits in de hersenen die betrokken zijn bij de sturing van beweging en emoties. Een belangrijke kern in de thalamus is het corpus geniculatum laterale, dat een belangrijke rol speelt bij het overbrengen van het beeld van de ogen naar de hersenen. 

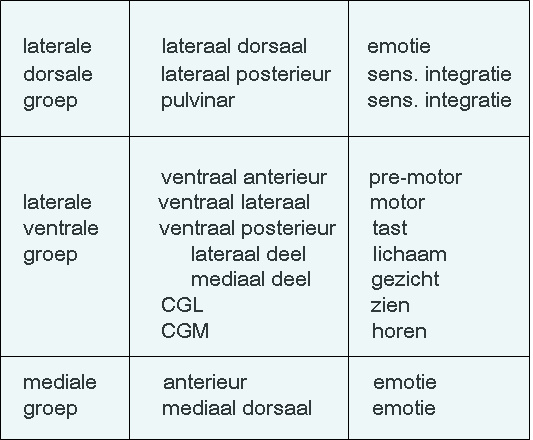
Specifieke kerngroepen in thalamus en hun functie

Claudius Galenus (129-199) heeft de naam thalamus bedacht. 

## Anatomie
Er zijn eigenlijk twee thalami, in elke grote hersenhelft een. Bij 70% van de mensen zijn ze met elkaar verbonden. Deze verbinding wordt de adhaesio interthalamica of ook wel massa intermedia genoemd. De thalamus is opgebouwd uit veel verschillende kernen van zenuwcellen. De voornaamste twee kerngroepen zijn:

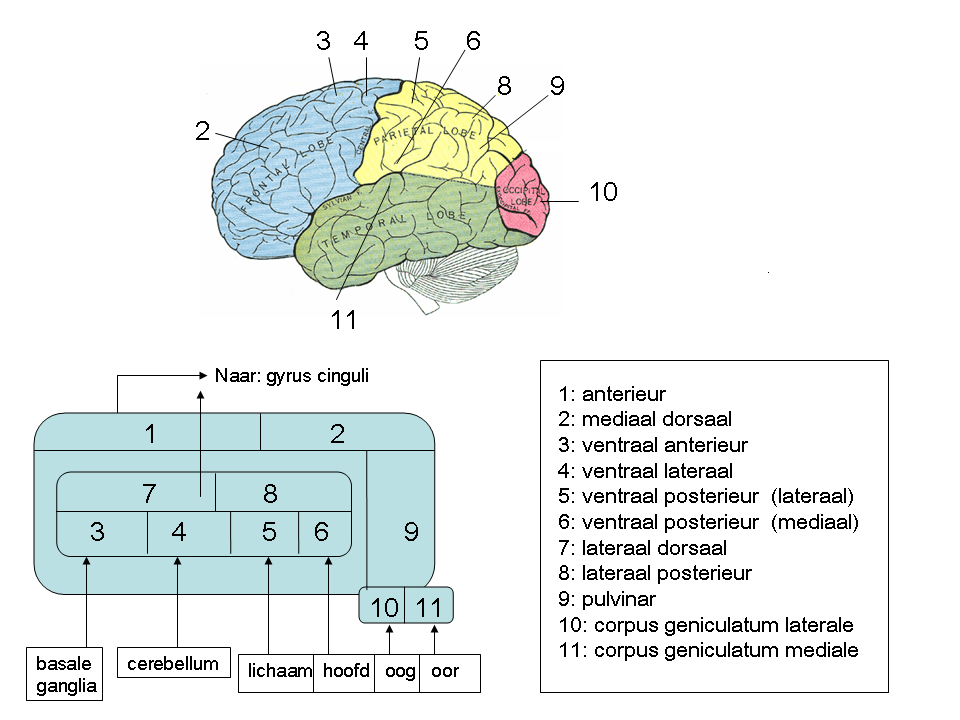
Linksonder: Thalamus en voornaamste specifieke kerngebieden. Ook de input naar thalamus van enkele belangrijke zintuigen (zien, horen, tast) en subcorticale gebieden (cerebellum, basale ganglia) is hierbij weergegeven. Gebieden 1 en 2 maken vormen de mediale kerngroepen, en liggen in feite meer naar 'binnen' toe in de thalamus. Overige gebieden vormen de laterale (aan zijkant gelegen) kerngroepen. Boven: de gebieden in de neocortex (lateraal aanzicht) die met een aantal van deze kerngebieden zijn verbonden, zie ook

- Specifieke thalamuskernen. Deze vormen de grootste categorie. Zij worden ook wel schakel- (relais) kernen genoemd, en bestaan uit verschillende kernen die hun input krijgen van de zintuigen, het ruggenmerg, basale ganglia, hypothalamus en de kleine hersenen. Zij projecteren naar specifieke delen van de hersenschors, zowel primaire als associatiegebieden, en krijgen via recurrente (terugkerende) zenuwvezels ook weer informatie terug van de gebieden waarnaar zij projecteren. Zij worden onderverdeeld in een laterale en mediale groep, waarbij de laterale groep weer onderverdeeld wordt in een lateraal dorsale, en lateraal ventrale subgroep. De mediale groep, die meer naar het midden ligt, wordt ook tot de specifieke thalamuskernen gerekend. De kerngroepen worden door vezelplaten gescheiden, zoals de lamina medullaris interna tussen de laterale, mediale en anterieure kerngroepen. De figuren hiernaast tonen de belangrijkste specifieke kerngroepen, en laten tevens de verbindingen zien tussen deze kerngroepen met gebieden in de cortex cerebri. Noot: gebieden rechtsonder aangeduid als 1 en 7 hebben projecties naar de mediaal gelegen gyrus cinguli (niet zichtbaar in tekening)

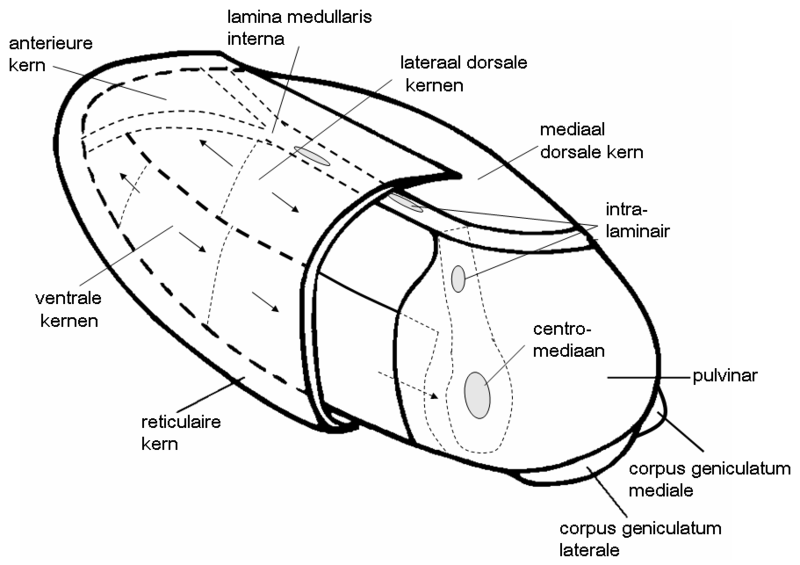
De thalamus met voornaamste specifieke en niet-specifieke kerngroepen

- Niet-specifieke thalamuskernen. Deze krijgen input van o.a. gebieden uit de hersenstam (zoals de formatio reticularis) en andere thalamuskernen. Zij hebben diffuse projecties naar de cortex cerebri, maar oefenen ook invloed uit op zenuwcellen in andere delen van de thalamus. Een belangrijke niet-specifieke thalamuskern is de nucleus reticularis thalami. Deze ligt als een netwerk of 'schil' om de thalamus heen, en heeft een remmende invloed op andere kerngroepen binnen in de thalamus. Ook de nuclei intralaminares en de centro-mediane kern (deze liggen in de lamina medullaris interna, midden in de thalamus) behoren tot de niet-specifieke thalamuskernen

## Functie specifieke thalamuskernen
De functie van de specifieke thalamuskerngebieden kan globaal als volgt worden omschreven: 
- Corpus geniculatum laterale (CGL) en corpus geniculatum mediale (CGM): ontvangen visuele en auditieve prikkels van zintuigen, en zenden deze informatie door naar respectievelijk de primaire visuele en auditieve schors. Functie: visuele en auditieve waarneming.
- Lateraal dorsale kernen: input van, en output naar de gyrus cinguli. Functie: integratie en expressie van emotionele prikkels.
- Lateraal posterieure kernen: input van, en output naar de pariëtale kwab. Functie: integratie sensorische prikkels.
- Pulvinar: heeft reciproque verbindingen met de achterste associatiegebieden. Zijn functie is integratie en selectie van stimuluskenmerken (kleur, vorm, positie e.d.) binnen de perceptuele gebieden van de cortex.
- Ventraal posterieure kernen: ontvangen tastprikkels en zenden dit door naar het somatosensibele projectiegebied. Functie: tastwaarneming
- Ventraal anterieure en laterale kernen: zijn via input van respectievelijk de basale ganglia en cerebellum, en ouput naar de motorische schorsgebieden betrokken bij motorische controle.
- Anterieure kernen: krijgen input uit hypothalamus (corpus mamillare) en projecteren naar gyrus cinguli. Functie: schakelstation in limbisch systeem.
- Mediaal dorsale kernen: krijgen input van de amygdala en de hypothalamus en projecteren naar frontale gebieden. Functie: integratie van informatie in limbisch systeem. Verwerking basale emotionele prikkels.

## Functie niet-specifieke thalamuskernen
De niet-specifieke thalamuskernen spelen een rol bij de modulatie van functies als emotie, arousal en aandacht.
- Nucleus reticularis thalami: modulatie van de thalamusactiviteit (in figuur hiernaast aangeduid als reticulaire kern). Betrokken bij de arousalfunctie van de cortex, en selectieve versterking of verzwakking van prikkels waarop de aandacht is gericht.
- Nucleis intralaminares thalami: motorische activatie, regulatie emoties.

## Algemeen
De thalamus wordt meestal beschreven als het schakelstation naar de cortex. Zo treedt het dus op als filter voor de prikkels van buiten maar ook van binnen, uit het eigen lichaam. Wat belangrijk is of waar de aandacht op is gericht, wordt uitgesorteerd en naar de hersenschors gestuurd, waar het in het geheugen wordt opgeslagen of doorgestuurd naar relevante gebieden (bijv de kleur van een bloem naar de visuele schors, of speldenprik naar de gevoelsschors). Alleen de geursignalen maken deze omweg niet. Ze gaan rechtstreeks naar het reukcentrum in de hersenschors. Dat zegt veel over het primair belang van geursignalen: eenmaal herkend (en geformatteerd) door de receptoren in de reukcellen, worden ze zonder omwegen naar de dichtstbijzijnde locatie gestuurd zodat de hersenen direct kunnen reageren in gevaarsituaties. 